# Роберт Попов
Роберт Попов е футболист, национал на Северна Македония. Играе на поста десен защитник. В състава на Литекс е от 2003 г., но се налага като основен играч едва следващия сезон, заради сериозна контузия което му пречеше преди това. Капитан на отбора до януари 2008 г. когато преминава във френския АЖ Оксер, а в касата на ловчанлии влизат 550 000 евро.